# قلعة غتشي
قلعة غتشي (بالفارسية: قلعه گچی) هي قلعة تاريخية تعود إلى عصر العصور الإسلامية المبكرة، وتقع في مقاطعة أرسنجان.